# Mišo Kovač
Mišo Kovač (Šibenik, 16. jul 1941) hrvatski je pevač zabavne muzike.

## Biografija
Rođen kao dete Zrinke i Jakova Kovača. Mišo je rastao u porodici sa bratom Ratkom i sestrom Blankom.
Zanat tapetara trebalo je da obeleži životni put Miše Kovača, ali je, na jednom takmičenju talenata u Karlovcu, s pesmom „I can´t stop loving you“ Reja Čarlsa, doživeo veliki uspeh, te je tako određen životni, a i estradni put ovog harizmatičnog pevača.
Hit kojim je trasirao put ka najuspešnijem pevaču zabavne muzike, ikada viđenim na svim prostorima bivše Jugoslavije, bila je „Više se nećeš vratiti“, pobednička pesma s nekad popularnog sarajevskog festivala „Vaš šlager sezone“ (1969), delo tada mladog kompozitora i tekstopisca Đorđa Novkovića. Taj singl prodat je u pola miliona primeraka, a saradnja s Novkovićem obeležila je gotovo čitav Kovačev opus, i nastavila se sve do Novkovićeve smrti, 2007. godine.
Godine 1971. osvojio je festival u Splitu pesmom Stjepana Mihaljinca „Proplakat će zora“, koja je takođe prodata u pola miliona kopija, i definitivno se učvrstio na tronu najpopularnijeg pevača u bivšoj Jugoslaviji, a, uprkos godinama, njegova harizma ni do danas nije izbledela. Nakon 1980. i pobede u Splitu sa pesmom „Dobra ti večer mati moja“ dugi niz godina nije nastupao na festivalu.
Pevač je sa daleko najviše prodatih nosača zvuka tzv. zabavne muzike u bivšoj SFRJ.
Oprobao se i glumačkim vodama glumeći s Radetom Šerbedžijom u filmu „Poslijepodne jednog fazana“. Muzička karijera i dalje mu je cvetala, pet puta je proglašavan pevačem godine, a 1989. godine proglašen je za osobu godine u bivšoj Jugoslaviji.
Od supruge Ljubice razveo se nakon četiri godine braka i 1973. se venčao sa Splićankom Anitom Baturinom, koja je bila mis Jugoslavije, sa kojom je 1975. godine dobio sina Edija, a dve godine kasnije i kćerku Ivanu. Na turnejama po Kanadi i Australiji 80-tih odbio je da peva pod Pavelićevom slikom čime stiče reputaciju „komunjare“ među ustaškom emigracijom koja mu to nije oprostila. Pre prvih višestranačkih izbora u Hrvatskoj u velikom intervjuu danom u Nedjeljnoj Dalmaciji pod naslovom „Dalmacija u mom oku“ izjavio je: „Ako ovi dođu na vlast, za mene ovdje više nema mjesta“,misleći ma HDZ.
Godine 1992, njegov sin, Edi, koji se pridružio specijalnoj jedinici Hrvatske vojske zvanoj „Škorpioni“ tokom rata u Hrvatskoj, bio je ubijen u Zagrebu pod sumnjivim okolnostima. Mišo tu vest nikada nije potpuno preboleo. Policija je objavila saopštenje u kojem tvrdi kako je reč o samoubistvu. No, Mišo Kovač i danas tvrdi kako je reč o ubistvu.
Nakon sinovljeve smrti, izjavio je da više neće nastupati. Nakon toga pristupa kratkotrajno Paraginom HOS-u slikajući se za novine u crnoj odori.
U depresiji, 14. januara 1999, u zagrebačkom stanu u ulici Maksimirskoj 69, Mišo Kovač pucao je sebi u prsa neprijavljenim pištoljem „Bereta“, ali taj neuspeli pokušaj samoubistva doneo mu je saznanje da život mora ići dalje. Tokom tih istih 90-ih godina, osim sina Edija, izgubio je majku, kao i mlađeg brata Ratka. Pre Kovačevog pucnja u prsa, brak sa Anitom se raspao, te je pokušao ostvariti ljubavnu vezu sa 30 godina mlađom astrologinjom Silvijom plemenitom Kalvi Marković. Ali posle još jednog ljubavnog brodoloma, nova Kovačeva životna pratilja postala je Lidija Pintarić.
Po oporavku od pucnja u prsa, u Splitu je održao oproštajni koncert pred oko 50.000 ljudi. To je ponovio u zagrebačkom Domu sportova, a nakon toga usledila je cela serija oproštajnih koncerata. Ipak, to nije bio kraj Kovačeve karijere. Usledili su i novi albumi.
Godine 1999, Mišo je snimio album „Budi čovjek dobre volje“, kako sam kaže zahvaljujući kćerki Ivani. Smatra da je to njegov najbolji album ikad.

## Diskografija
- Mišo Kovač (1972)
- Portret (1973)
- Mi smo se voljeli (1974)
- Oj ti dušo duše moje (1974)
- Ovo je naša noć (1977)
- Uvijek ima nešto dalje (1979)
- Čovjek bez adrese (1980)
- Jači od vjetra (1981)
- Dalmacija u mom oku (1982)
- Osjećam te (1983)
- Zajedno smo (1984)
- Potraži me u pjesmi (1984)
- Ostala si uvijek ista (1985)
- Ti si pjesma moje duše (1986)
- Malo mi je jedan život s tobom (1987)
- La paloma - koncert (1988)
- Sačuvali smo od zaborava (1988)
- Samo nas nebo rastavit može (1988)
- Suza nebeska (1989)
- Za kim zvono plače (1990)
- Grobovi mi nikad oprostiti neće (1991)
- Pjesma za Edija (1993)
- Stari portret (1993)
- Mate Mišo Kovač (1994)
- Mojoj vjernoj publici (1995)
- Al je ljubav bolest teška (1996)
- Osjećam se jači (1997)
- Budi čovjek dobre volje (1999)
- Pjevaj, legendo (1999)
- Rane godine 1964-69 (1999)
- Dalmatino (2001)
- Zabavni megamix (2002)
- Mir u srce (2004)
- Mišo u Šibeniku (2005)
- Ja sam kovač svoje sreće (2006)
- The platinum collection (2006)

## Festivali
- Više se nećeš vratiti, pobednička pesma, '69
- Za tvoju ljubav sve bih dao, '70
- Za mene sreće nema, '71
- Ne idi, ne idi, '73
- Ranjeno je srce moje, '76
- Da tebe nema, nagrada za najbolji tekst, '78
- Volio sam ženu koju nisam smio, '79

Opatija:
- Tražim (alternacija sa Gabi Novak), druga nagrada žirija, '68
- Sve što mi život pruža, treća nagrada publike, '69
- Tvoje lice (alternacija sa Đorđi Peruzovićem), '70
- Ja sam čovjek, peto mesto, '76

Beogradsko proleće:
- Ponekad, treće mesto, '67
- Vratiću se Marijana, '72
- Noć ti dira kose crne, '76

Split:
- Odrasli smo, '65
- Bez tebe nisam sretan, '69
- Serenada, treće mesto, Bronzani grb grada Splita, '70
- Ima negdje sunca, '70
- I proplakat će zora, pobednička pesma, '71
- Odvest ću te na vjenčanje, '72
- Bijela lađa, drugo mesto, '73
- Obala mojih snova, '74, treće mesto
- Ja ne mogu drugo nego da je ljubim, pobednička pesma, '75
- Noćas ćemo zemlji ko materi reći, pobednička pesma i nagrada za interpretaciju, '77
- Šuti srce, mogli bi te čuti, '78
- Ne tuguj Dalmacijo, treće mesto, '79
- Dobra ti večer, mati moja, pobednička pesma, '80
- Vraćan ti se Dalmacijo mati, prva nagrada publike i pobednička pesma, '99
- Posebna nagrada: Nagrada za izuzetan doprinos hrvatskoj muzici, 2013
- Koncertno veče posvećeno Miši Kovaču Split pjeva Mišu, Bijeli galeb splitskog festivala i posebna Plaketa hrvatskog diskografskog udruženja za prodatih 20 milliona nosača zvuka, 2019

Zagreb:
- Budi takva kakvu te želim (alternacija sa Zvonkom Špišićem), '68
- Muzikanti, '69
- Tužno srce moje / Sve što traje, '70
- Znam da si sama, '71
- Kad jednom odeš, ne vraćaj se više, '76
- Nije lako biti sam, '77
- Ne piši mi više, '78
- Pjevaj legendo, '97

Jugoslovenski izbor za Evrosong:
- Idi, samo idi, Beograd '70
- Posadi cvijet, deseto mesto, Novi Sad '83

Pesma leta:
- Sad živim sam, '70

Skoplje:
- Magdalena, treća nagrada publike, '70

Hit parada, Beograd:
- Ostala si uvijek ista, pobednička pesma, '75

Melodije hrvatskog Jadrana, Split:
- Kap od mora, '99

Dalmatinska šansona, Šibenik.
- Noćas ćemo zemlji ko materi reći (Veče starih pesama, sa klapom Šibenik), 2000
- Dalmatinska (Veče starih pesama, sa klapom Brodarica), 2007

Hrvatski radijski festival:
- Dalmatino (Veče legendi), 2001

## Singl ploče
- KOVAČ MIŠO, Izdavač - Jugoton, Zagreb - EPY 3571, Godina izdavanja – 1966

A strana

1. Ja odlazim (Ya me voi) (Rodrigez - D. Britvić - S. Mihaljinec)

2. Odrasli smo (P. Gotovac - V. Lukatela - M. Prohaska)

B strana

1. Pomogni mi (Aiuta me a dimenticare) (T. Cushiara - M. Kinel - M. Makar)

2. Sviraj, maestro (M. Lentić - M. Lentić - S. Kalodjera)
- KOVAČ MIŠO, Izdavač - Jugoton, Zagreb - EPY 3763, Godina izdavanja - 1966

A strana

1. Vrijeme plakanja (Crying Time) (B. Ovens - D. Britvić)

2. Ne reci kuda ideš (Stjepan Mihaljinec - Dragutin Britvić)

B strana

1. Kad je umro pjesnik (Quande mori il poeta) (G. Becaud - S. Šelebaj)

2. Ja nisam taj (P. Gotovac - I. Krajač)
- KOVAČ MIŠO, Izdavač - Jugoton, Zagreb - EPY 3869, Godina izdavanja – 1967

A strana

1. San Francisco (John Phillips - Ivica Krajač)

2. Ne rugaj se, ljubavi (Stjepan Mihaljinec - Dragutin Britvić)

B strana

1. Daj da odem (Release me) (Miller - Yount - Williams - Harris - I. Krajač)

2. Htjela to ti ili ne (Lo quieras o no) (Georgie Dann – Slobodan Šelebaj)
- KOVAČ MIŠO, Izdavač - Jugoton, Zagreb - SY 1309, Godina izdavanja – 1968

A strana

1. Da je duži moj dan (If I Only Had Time) (Michel Fugain - Ivica Krajač - Stipica Kalodjera)

B strana

1. Tražim (Opatija '68) (Stipica Kalogjera - Arsen Dedić - Stipica kalogjera)
- KOVAČ MIŠO - Opatija '69, Izdavač - PGP RTB, Beograd - S 51 008, Godina izdavanja – 1969

A strana

1. ... (...)

B strana

1. Sve što mi život pruža (Đorđe Novković)
- KOVAČ MIŠO, Izdavač - Jugoton (Studio), Zagreb - SY 1391, Godina izdavanja – 1969

A strana

1. Više se nećeš vratiti (VŠS '69) (Đorđe Novković - S. Kalodjera)

B strana

1. Reci zbogom (Say goodbye) (Cara - Shakespear - I. Krajač - S. Kalodjera)
- KOVAČ MIŠO, Izdavač - Jugoton, Zagreb - SY 1465, Godina izdavanja – 1969

A strana

1. Čemu da živim (Đorđe Novković - Đorđe Novković - S. Kalodjera)

B strana

1. A kad se tebi opet vratim (Đorđe Novković - Đorđe Novković - S. Kalodjera)
- KOVAČ MIŠO, Izdavač - Jugoton, Zagreb - SY1571, Godina izdavanja – 1970

A strana

1. Za tvoju ljubav sve bih dao (VŠS '70) (Đorđe Novković)

B strana

1. Tužno srce moje (Zagreb '70) (Đorđe Novković)
- KOVAČ MIŠO, Izdavač - Jugoton, Zagreb - SY 1660, Godina izdavanja - 1970

A strana

1. Serenada (Đorđe Novković)

B strana

1. Bar sad živim sam (Đorđe Novković)
- KOVAČ MIŠO i PRO ARTE, Izdavač - Jugoton, Zagreb - SY 1734-F, Godina izdavanja - 1971

A strana

1. Tvoje lice (S. Kalogjera - D. Britvić - S. Kalodjera)

B strana

1. Marija (Đorđe Novković)
- KOVAČ MIŠO, Izdavač - Jugoton, Zagreb - SY 11902, Godina izdavanja – 1971

A strana

1. Mornaru za sretan put (Z. Runjić - arr. S. Kalodjera)

B strana

1. Vrbe (Z. Runjić - ar. I. Kelemen)

## Literatura
- Janjatović, Petar (2003). Ex YU rock enciklopedija. Beograd: Čigoja štampa.  137175308.